# Personer i Sverige födda i Afghanistan
Till personer i Sverige födda i Afghanistan räknas personer som är folkbokförda i Sverige och som har sitt ursprung i Afghanistan. Enligt Statistiska centralbyrån fanns det 2018 i Sverige sammanlagt cirka 52 000 personer födda i Afghanistan. 2019 bodde det i Sverige sammanlagt 71 384 personer som antingen själva var födda i Afghanistan eller hade minst en förälder som var det. Siffrorna omfattar alltså inte afghanska medborgare som är födda utanför Afghanistan och inte heller asylsökande som inte är folkbokförda i Sverige.

## Översikt
I samband med det afghansk-sovjetiska kriget (1979–1989) flydde flera miljoner människor från Afghanistan till Pakistan och Iran. Nya familjer bildades, många barn har fötts i exilen. En del har sökt sig  vidare till Sverige efter årtionden av krig i hemlandet.
Många från Iran, Pakistan och Afghanistan med afghanskt medborgarskap sökte asyl i europeiska länder såsom Sverige under 2010-talet.
År 2015 sökte  41 564 afghanska medborgare asyl i Sverige. Av dem registrerades 23 480 som ensamkommande barn. Under åren 2016-2019 sökte ytterligare totalt 6 281 afghanska medborgare asyl i Sverige, varav 1107 registrerades som ensamkommande barn.  De flesta saknade identitetshandlingar. De flesta ensamkommande var pojkar i tonåren. Den största gruppen ensamkommande ungdomar som sökte asyl i Sverige 2015 var 16-åriga pojkar med afghanskt medborgarskap. Ungefär hälften av dessa kom från Iran där de har vuxit upp som flyktingar, och en stor andel av dem tillhör folkgruppen hazarer.
Av de afghanska medborgare som sökte asyl 2015 fick 50 procent bifall på sin ansökan. Denna siffra innefattar både permanenta och tillfälliga uppehållstillstånd samt ensamkommande som ska utvisas, men där utvisningen inte får verkställas före 18-årsdagen. Av dem som kommit som ensamkommande barn men fyllt eller skrivits upp till 18 när deras ansökan bedömdes år 2017 fick 88 procent avslag och av dem som skrivits upp i ålder fick 94 procent avslag. Ungefär 7000 afghanska medborgare fick sedan tillfälliga uppehållstillstånd genom gymnasielagen 2018 För att de skulle få stanna efter att ha avslutat gymnasiet krävdes att de efter avslutat gymnasium skulle få ett fast arbete. Hur många som slutligen gick stanna är ännu (2023) inte klart. 

### Utbildningsnivå och sysselsättning
I slutet av 2010-talet hade en andel på 60 procent förgymnasial utbildning, lika med eller kortare än svensk grundskola, av de som invandrat ifrån Afghanistan.
En forskningsrapport från Stockholms universitet presenterar hur det har gått för dem som kom till Sverige som ensamkommande barn under 2003–2012. Rapportförfattaren professor Eskil Wadensjö konstaterade att många av de yngre hade okänd utbildning, vilket troligen betydde att de saknade någon form av fullgjord utbildning. För de som var äldre än 20 år var andelen högre som hade fullständig gymnasieutbildning. Arbetslösheten inte är hög inom gruppen, och att de som kommer från Afghanistan utmärker sig genom att oftare ha arbete. De flesta börjar arbeta i 20-årsåldern. Pojkarna får jobb på byggen, i transportsektorn eller okvalificerade industrijobb. Flickorna jobbar som undersköterskor, sjukvårdsbiträden och i äldreomsorgen. Lönenivån motsvarar den för svenskfödda inom motsvarande yrken.
En rapport från SCB 2023 behandlar de ungdomar som kommit som ensamkommande till Sverige år 2015 och som hade fått uppehållstillstånd. En överväldigande majoritet av dem var afghanska pojkar. Av de 20 000 unga männen var  åtta av tio var i arbete år 2022, vilket är högre andel än bland invandrade som kommit med sina föräldrar vid samma tid. Emellertid studerade färre, och det totala antalet som var i arbete eller studier var i samma storleksordning i de två grupperna. Sju av tio hade en arbetsrelaterad inkomst på minst 3 inkomstbasbelopp. Det vanligaste yrket var vård och omsorg samt socialt arbete, både bland kvinnor och män. De flesta saknade gymnasieexamen, vilket åtminstone delvis kan tolkas som att de fortfarande gick i skolan. De vanligaste gymnasieutbildningarna var teknik och tillverkning, hälso- och sjukvård samt social omsorg.

## Historisk utveckling

### Födda i Afghanistan
| Invandrade afghaner i Sverige 2000-2019 | |
| --- | --- |
| \| \| Diagrammet är tillfälligt inaktiverat. Grafer inaktiverades den 18 april 2023 på grund av programvaruproblem. Arbete pågår för att ta fram ett nytt verktyg. \| Källa: SCB statistikdatabas | |
| Information | Diagrammet är tillfälligt inaktiverat. Grafer inaktiverades den 18 april 2023 på grund av programvaruproblem. Arbete pågår för att ta fram ett nytt verktyg. |

| Personer i Sverige födda i Afghanistan 1950–2022 | Personer i Sverige födda i Afghanistan 1950–2022 | Personer i Sverige födda i Afghanistan 1950–2022 | Personer i Sverige födda i Afghanistan 1950–2022 | Personer i Sverige födda i Afghanistan 1950–2022 |
| --- | ------------------------------------------------ | ------------------------------------------------ | ------------------------------------------------ | ------------------------------------------------ |
| |                                                  |                                                  |                                                  |                                                  |
| År |                                                  |                                                  | Folkmängd                                        |                                                  |
| 1950 | 1950                                             |                                                  | 58                                               |                                                  |
| 1960 | 1960                                             |                                                  | 17                                               |                                                  |
| 1970 | 1970                                             |                                                  | 28                                               |                                                  |
| 1980 | 1980                                             |                                                  | 31                                               |                                                  |
| 1990 | 1990                                             |                                                  | 534                                              |                                                  |
| 2000 | 2000                                             |                                                  | 4 287                                            |                                                  |
| 2001 | 2001                                             |                                                  | 5 211                                            |                                                  |
| 2002 | 2002                                             |                                                  | 6 122                                            |                                                  |
| 2003 | 2003                                             |                                                  | 7 017                                            |                                                  |
| 2004 | 2004                                             |                                                  | 7 830                                            |                                                  |
| 2005 | 2005                                             |                                                  | 8 345                                            |                                                  |
| 2006 | 2006                                             |                                                  | 9 872                                            |                                                  |
| 2007 | 2007                                             |                                                  | 10 605                                           |                                                  |
| 2008 | 2008                                             |                                                  | 11 446                                           |                                                  |
| 2009 | 2009                                             |                                                  | 12 745                                           |                                                  |
| 2010 | 2010                                             |                                                  | 14 420                                           |                                                  |
| 2011 | 2011                                             |                                                  | 17 489                                           |                                                  |
| 2012 | 2012                                             |                                                  | 21 484                                           |                                                  |
| 2013 | 2013                                             |                                                  | 25 144                                           |                                                  |
| 2014 | 2014                                             |                                                  | 28 443                                           |                                                  |
| 2015 | 2015                                             |                                                  | 31 267                                           |                                                  |
| 2016 | 2016                                             |                                                  | 34 754                                           |                                                  |
| 2017 | 2017                                             |                                                  | 43 991                                           |                                                  |
| 2018 | 2018                                             |                                                  | 51 979                                           |                                                  |
| 2019 | 2019                                             |                                                  | 58 780                                           |                                                  |
| 2020 | 2020                                             |                                                  | 60 858                                           |                                                  |
| 2021 | 2021                                             |                                                  | 62 803                                           |                                                  |
| 2022 | 2022                                             |                                                  | 65 662                                           |                                                  |
| 2023 | 2023                                             |                                                  | 67 738                                           |                                                  |
| 2024 | 2024                                             |                                                  | 68 164                                           |                                                  |
| Anm.: Befolkning den 31 december respektive år förutom åren 1960 och 1970 som avser förhållandet den 1 november och år 1980 som avser förhållandet den 15 september. |                                                  |                                                  |                                                  |                                                  |

## Utvisningar
Under 2018 reste 266 afghanska medborgare självmant till Afghanistan efter utvisningsbeslut enligt Migrationsverket.
I februari 2019 fanns det 6536 afghanska medborgare i Sverige med utvisningsbeslut som vunnit laga kraft. Av dessa var 5060 i åldrarna 13-24 enligt Migrationsverket. I november 2019 fanns över 7000 afghanska medborgare i Sverige med utvisningsbeslut som vunnit laga kraft.